# Melanochyla scalarinervis
Melanochyla scalarinervis är en sumakväxtart som beskrevs av K.M. Kochummen. Melanochyla scalarinervis ingår i släktet Melanochyla och familjen sumakväxter. Inga underarter finns listade i Catalogue of Life.